# Мрясово (Татарстан)
 Мрясово  — село в Тукаевском районе Татарстана. Входит в состав Староабдуловского сельского поселения.

## География
Находится в северо-восточной части Татарстана на расстоянии приблизительно 23 км на юго-восток от районного центра города Набережные Челны.

## История
Известно с 1731 года. До 1860-х годов население учитывалось как тептяри, в начале XX века здесь уже была мечеть и мектеб.
В «Списке населенных мест по сведениям 1870 года», изданном в 1877 году, населённый пункт упомянут как деревня Мрясева 5-го стана Мензелинского уезда Уфимской губернии. Располагалась при речке Игине, по левую сторону почтового тракта из Мензелинска в Елабугу, в 32 верстах от уездного города Мензелинска и в 32 верстах от становой квартиры в деревне Кузекеева (Кускеева). В деревне, в 65 дворах жили 367 человек (186 мужчин и 181 женщина, татары), были мечеть, училище. Жители занимались земледелием, скотоводством, пчеловодством.
По сведениям переписи 1897 года, в деревне Мрясева Мензелинского уезда Уфимской губернии жили 527 человек (263 мужчины и 264 женщины), все мусульмане.

## Население
Постоянных жителей было: в 1870—367, в 1897—527, в 1913—645, в 1920—623, в 1926—452, в 1938—452, в 1949—263, в 1958—289, в 1970—322, в 1979—247, в 1989—178, 251 в 2002 году (татары 95 %), 261 в 2010.